# 哀れなるものたち (映画)
『哀れなるものたち』（あわれなるものたち、原題：Poor Things）は、2023年公開のイギリス・アメリカ・アイルランド合作のシュール的なSFロマンティック・コメディ。監督はヨルゴス・ランティモス。出演はエマ・ストーン、マーク・ラファロ、ウィレム・デフォーなど。脚本はトニー・マクナマラ。原作は1992年に発表されたアラスター・グレイの同名小説である。第80回ヴェネツィア国際映画祭にて、金獅子賞を受賞した。

## あらすじ
パラレル・ワールドのビクトリア朝ロンドンが、当初の舞台。医学生のマックス・マッキャンドルスは、外科医で研究者のゴッドウィン・バクスター（ゴッド）の助手に選ばれる。ゴッドはベラ・バクスターという知能が未発達の成人女性の研究をしており、マックスはベラが覚えた言葉や食べた物を記録する仕事を引き受ける。ベラはゴッドの家の中に閉じ込められ、日々多くの語彙や感情を覚え、次第には性の歓びをも覚えていく。マックスは近くで観察する時間を過ごす中で、ベラに好意を抱くようになる。ベラの正体をゴッドに問い詰めたマックスは、次のような事実を知らされる。ある時、ヴィクトリアという妊婦が橋から飛び降り自殺をし、その遺体を発見したゴッドが、生存していた胎児の脳を妊婦に移殖して生き返らせたのだという。
ゴッドの励ましを受け、マックスはベラに結婚を申し込み、ベラもそれを受け入れた。しかし、知性が急速に発達していったベラは自然と外の世界に興味を持ち始め、結婚の契約のために家に上がり込んだ弁護士ダンカン・ウェダバーンに誘惑され、駆け落ちをしてしまう。ベラとダンカンはリスボンに降り立ち、セックスに夢中になる毎日を送る。ベラは好奇心に駆られ1人で外に出かけては酒を飲んだり、タトゥーをいれたり、他の男と性的な行為をしたりする。自由奔放なふるまいに困り果てながらもベラに恋をしたダンカンは、ベラを監禁しクルーズ船に乗り込んだ。
ベラは乗客のマーサとハリーと友達になり、哲学の話に夢中になる。本を読み始め徐々に知性をつけていくベラを横目に、ダンカンは酒とギャンブルに溺れていく。ある日、ハリーとともにアレクサンドリアに立ち寄った際、ベラは貧しい人々の過酷な現実を目の当たりにし、大きく取り乱す。彼らを救いたいと考えたベラは、ダンカンがギャンブルで勝った賞金を「貧しい人々に渡しておく」と嘘の約束をした乗組員に渡してしまう。残りの旅費が無くなったダンカンとベラはマルセイユで降ろされ、パリに向かった。お金と宿を求め、ベラはパリで売春婦の仕事を始める。激怒したダンカンは精神が崩壊し、ベラはダンカンを見放す。ベラは売春宿で別の売春婦トワネットと友達になり、トワネットから社会主義について教わる。
一方、ベラが駆け落ちした後に別の実験体フェリシティを研究していたゴッドは、末期の病気により死に向かっていた。ベラはマックスに呼ばれゴッドの元へ帰ったが、ゴッドから出自についての真実を聞かされ、ゴッドとマックスに失望する。その後、良好な関係を取り戻したベラとマックスは改めて結婚を約束し、結婚式を執り行う。しかし、結婚式の最中、妻のヴィクトリアを探していたアルフィー・ブレシントン将軍がダンカンの計らいにより乱入し、ベラを連れ去ろうとする。
ヴィクトリアの過去について気になったベラはアルフィーの邸宅に付いていくが、アルフィーの暴力的で残虐な本性を目の当たりにし、ヴィクトリアが自殺したのはアルフィーから逃れるためであったことに気づく。パリで売春をしていたと話したベラに対し、アルフィーはベラを邸宅に監禁し、銃を突き付けながら性器切除を受けるよう脅した。クロロホルム入りのカクテルを飲まされそうになったベラは、咄嗟にカクテルをアルフィーの顔にかけ、アルフィーの足を銃で撃つ。その後、ベラは負傷したアルフィーを連れてゴッドの家に戻った。ゴッドはベラとマックスに寄り添われ、静かに息を引き取った。ベラは医者としてゴッドの研究を引き継ぐことを決意し、アルフィーにヤギの脳を移殖した。
マックス、トワネット、四つん這いで庭の草を食べるアルフィー、そのアルフィーに水を与えるよう指示されるフェリシティらとともに、ベラは本を読みながら優雅な時間を過ごす。

## キャスト
- ベラ・バクスター / ヴィクトリア・ブレシントン - エマ・ストーン
- ダンカン・ウェダバーン - マーク・ラファロ
- ゴッドウィン・バクスター（通称：ゴッド） - ウィレム・デフォー
- マックス・マッキャンドルス - ラミー・ユセフ（英語版）
- アルフィー・ブレシントン - クリストファー・アボット
- トワネット - スージー・ベンバ（英語版）
- ハリー・アストレー - ジェロッド・カーマイケル（英語版）
- スワイニー - キャサリン・ハンター（英語版）
- Mrs. プリム - ヴィッキー・ペッパーダイン（英語版）
- フェリシティ - マーガレット・クアリー
- マーサ・フォン・カーツロック - ハンナ・シグラ

## 製作

### 企画開発
2021年2月、ヨルゴス・ランティモスとエマ・ストーンが、アラスター・グレイが1992年に発表した小説『哀れなるものたち』の映画化企画で再びタッグを組み（2018年の映画『女王陛下のお気に入り』に続いて）、2021年の秋には撮影を開始すると報じられた。

### キャスティング
2021年3月、ウィレム・デフォーが出演交渉に入り、翌4月にはラミー・ユセフが出演交渉に入った。5月にはデフォーとユセフの出演が決定し、さらにマーク・ラファロとジェロッド・カーマイケルも出演陣に名を連ねた。同年9月にはクリストファー・アボットがキャスティングされ、11月にはマーガレット・クアリーとSuzy Bembaの出演が確定し、そして、キャサリン・ハンターもこの作品に出演していることが明らかになった。

### 撮影
撮影は2021年8月にハンガリーで始まり、Origo Studiosで行われる予定である。

## 公開
本作はアメリカ合衆国で2023年12月8日に劇場公開された。当初は同年9月8日に公開予定としていたが、俳優組合のSAG-AFTRAが同年7月14日からストライキを行っている影響で変更になった。
映画評論サイト「Rotten Tomatoes」では92%の批評家スコアを獲得したほか、第96回アカデミー賞において、主演女優賞など、計4部門で受賞を果たした。

### 日本での公開
2023年5月17日、日本でも『哀れなるものたち』という邦題で劇場公開されることが明らかとなった。当初は2023年中の公開が予定されていたが、前述の製作国での公開延期を受けて、2024年1月26日に変更となった。
2023年10月28日には全世界での劇場公開に先駆け東京国際映画祭で上映され、また日本劇場公開1週間前の2024年1月19日には先行上映が実施された。
R18+指定作品としては極めて異例の約330スクリーンという大規模で公開され、Dolby Atmos版も同時上映された。そのため、ウォルト・ディズニー・ジャパンにおいては、ウォルト・ディズニー・スタジオ製作作品でR18+指定を受けたのは本作が初。
ウォルト・ディズニー・ジャパンは2024年4月24日16時から定額制動画配信サービスであるDisney+のスターにて見放題独占配信することを同月17日に発表した。